# Каштеляны трокские
Каштелян Троцкий — сенаторская должность в Великом княжестве Литовском. Среди кастелянов Речи Посполитой он уступал только краковским, познанским и виленским и заседал в Сенате, как и они, между воеводами.

## Список каштелянов Трокских
- 1413 — 1433 — Иоанн Сунигайло
- 1452 — Пац
- 1452 — 1455 — Начка Гинвилович
- 1483 — 1484 — Михал Мантутавич
- 1488 — 1492 — Николай Радзивилович
- 1492 — 1499 — Ян Юрьевич Заберезинский
- 1499 — 1522 — Станислав Янович Кезгайло
- 1522 — Ян Николаевич Радзивилл
- 1522 — 1526 — Юрий Николаевич Радзивилл
- 1528/9 — 1532 — Станислав Станиславович Кезгайло
- 1532 — 1534 — Петр Станиславович Кишка
- Должность была вакантной с 1534 по 1544 год .
- 1544 — 1559 — Иероним Александрович Ходкевич
- 1559 — 1564 — Григорий Александрович Ходкевич
- 1564 — 1566 — Стефан Андреевич Збаражский
- 1566 — 1569 — Юрий Александрович Ходкевич
- 1569 — 1579 — Остафий Богданович Волович
- 1579 — 1584 — Кристоф Николай Радзивилл Перун
- 1585 — 1586 — Ян Янович Глебович
- 1586 — 1590 — Николай Христоф Радзивилл
- 1590 — 1596 — Александр Фридрихович Пронский
- 1596 — 1600 — Николай Талваш
- 1600 — 1613 — Юрий Радзивилл
- 1613 — 1625 — Ян Ежи Радзивилл
- 1626 — 1633 — Альбрехт Владислав Радзивилл
- 1633 — 1636 — Криштоф Хадкевич
- 1636 — 1640 — Николай Кишка
  - В 1640 году Януш Радзивилл был назначен трокским каштеляном по Кишка, но не принял правительство.
- 1641 — 1644 — Андрей Станислав Сапега
- 1644 — 1649 — Ян Ансельм Вильчак
- 1649 — 1667 — Александр Богданович Огинский
- 1667 — 1670 — Ян Себастьян Кенстарт
- 1670 — 1680 — Ян Кароль Копец
- 1680 — 1684 — Циприан Павел Бжостовский
- 1684 — 1685 — Ян Казимир Кердей
- 1685 — Юзеф Богуслав Слушка
- 1685 — 1689 — Станислав Винцент Орда
- 1689 — 1697 — Казимир Владислав Сапега
- 1697 — 1700 — Мартин Михал Кришпин-Киршенштайн
- 1700 — 1703 — Михал Казимир Коцелл
- 1703 — 1705 — Казимир Александр Поцей
- 1705 — 1710 — Ян Владислав Бжостовский
- 1711 — 1715 — Николай Франтишек Огинский
- 1716 — 1735 — Ян Фредерик Сапега
- 1735 — 1737 — Михал Казимир Радзивилл Рыбонька
- 1737 — 1739 — Антоний Казимир Сапега
- 1740 — 1742 — Александр Поцей
- 1742 — 1744 — Михал Юзеф Масальский
- 1744 — 1770 — Тадеуш Огинский
- 1770 — 1778 — Константин Людвик Плятер
- 1778 — 1784 — Анджей Огинский
- 1784 — 1788 — Юзеф Николай Радзивилл
- 1788 — 1790 — Тадеуш Билевич
- 1790 — 1793 — Казимир Константин Плятер
- 1793 — Юзеф Винцент Плятер